# Бычек (приток Матыры)
Бычек (Бычок) — река в России, протекает по Липецкой и Тамбовской областям. Левый приток Матыры.

## География
Река Бычек берёт начало у деревни Сомовка Добринского района Липецкой области. Течёт на север по территории Петровского района Тамбовской области. Устье реки находится в 122 км от устья Матыры. Длина реки составляет 15 км, площадь водосборного бассейна — 118 км². В пределах села Сомовка обустроен пруд.

## Данные водного реестра
По данным государственного водного реестра России относится к Донскому бассейновому округу, водохозяйственный участок реки — Матыра, речной подбассейн реки — бассейны притоков Дона до впадения Хопра. Речной бассейн реки — Дон (российская часть бассейна).
Код объекта в государственном водном реестре — 05010100412107000002833.